# Paul Thiry
Paul Albert Thiry (11. září 1904 Nome, Aljaška, Spojené státy – 27. června 1993 Seattle, Washington) byl americký modernistický architekt a urbanista, který působil převážně v oblasti státu Washington. Je znám jako organizátor a hlavní architekt světové výstavy 1962 v Seattlu.

## Život
Thiry se narodil 11. září 1904 ve městě Nome na Aljašce. Jeho otec i matka pocházeli z Paříže a do Ameriky přišli v roce 1903. Když byly Thirymu dva roky tak se jeho rodina přestěhovala do San Francisca, avšak po zemětřesení v roce 1906, během kterého byl zbořen jejich dům, se vrátili zpět na Aljašku. V roce 1909 strávil Thiry několik měsíců v Paříži, kde si jeho matka založila společnost vyvážející francouzské oblečení pro zámožné rodiny v Nome a Seattlu. V návaznosti na odchod Thiryho otce na frontu během první světové války v roce 1914, ze které se už nikdy nevrátil, se Thiry se svou matkou přestěhovali do Seattlu.
Začal studovat na internátní škole Saint Martin's v Lacey, z níž je dnes univerzita. Studia dokončil v roce 1920 a ještě ve stejném roce nastoupil na medicínu na Washingtonské univerzitě. Po roce, ale přestoupil na katedru architektury, kterou úspěšně dokončil v roce 1928. V roce 1927 také několik měsíců studoval na École nationale supérieure des beaux-arts v Paříži.
Po studiích vyjel Thiry na rok cestovat. Navštívil Čínu, Indii, Egypt nebo Střední Ameriku, avšak většinu svého času strávil ve Francii a Japonsku, kde spolupracoval s Le Corbusierem a Antonínem Raymondem. Zpět do Seattlu se vrátil v roce 1935. Po svém příjezdu Thiry pracoval na několika menších projektech, valnou většinu z nich tvořily domy a soukromé rezidence. Během druhé světové války byl zapojen do projektování mnoha vojenských staveb, včetně obytných komplexů na základnách v Port Orchardu a Tacomě dohromady určených až pro šest tisíc osob.
V roce 1940 si vzal Mary Thomasovou, s níž měl později dva syny, Pierrea Thiryho a Paula Thiryho Jr., který se stal také architektem.
Velký zlom v Thiryho kariéře nastal roku 1957, kdy byl jmenován organizátorem a hlavním architektem světové výstavy v Seattlu. Tuto funkci zastával až do jejího konce v roce 1962. Během tohoto období se podílel na návrhu několika staveb, jako např. pavilonu státu Washington nebo společnosti Ford, a zároveň inicioval finální místo pořádání výstavy.
Thiry zemřel 27. června 1993 v důsledku srdečního selhání.

## Projekty
(výběr)

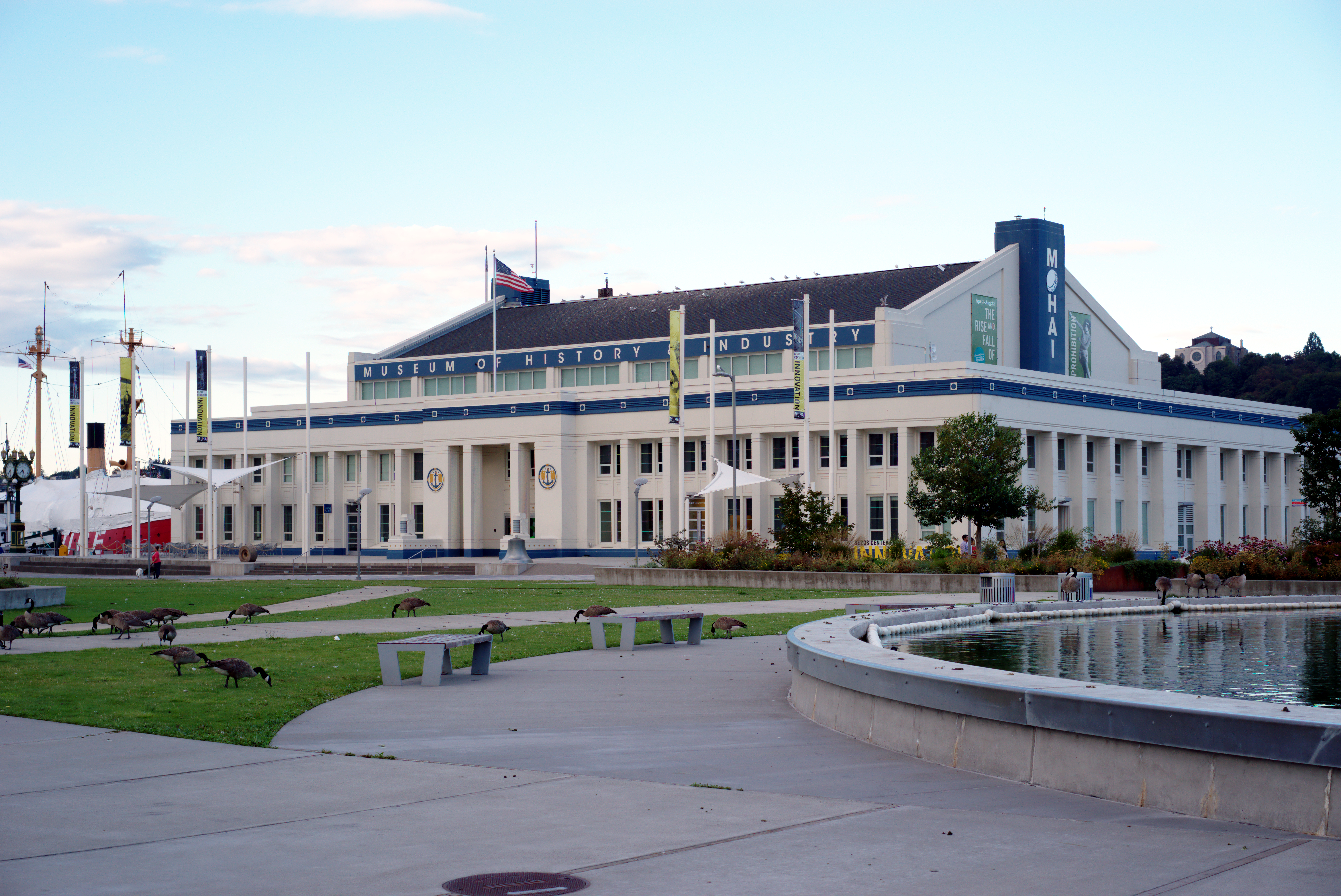
Muzeum historie a průmyslu, Seattle, 1950

- Dům Paula Thiryho, Seattle, Washington, 1936
- Muzeum historie a průmyslu, Seattle, 1950
- Fryeovo muzeum umění, Seattle, 1952
- Knihovna státu Washington, Olympia, 1958
- Velvyslanectví Spojených států amerických, Santiago de Chile, Chile, 1961
- Pavilon státu Washington (dnešní KeyArena), Seattle, 1962
- Řecký pravoslavný kostel svatého Demetria, Seattle, 1963
- Kaple Agnes Flanaganové, Portland, Oregon, 1968[9]
- Přehrada Libby, Libby, Montana, 1975[10]